# Chiesa di San Martino (Borgio Verezzi)
La chiesa di San Martino è un luogo di culto cattolico situato nella borgata di Verezzi nel comune di Borgio Verezzi, in provincia di Savona. La chiesa è sede della parrocchia omonima della zona pastorale di Pietra Ligure della diocesi di Albenga-Imperia.

## Storia e descrizione
Il luogo di culto, ubicato poco fuori dall'abitato centrale di Verezzi, e raggiungibile attraverso un sentiero pedonale, fu edificato tra il 1637 e il 1645 sull'iniziativa del priore Giovanni Tommaso Cucchi. Per la costruzione della nuova chiesa furono utilizzati gli spazi della precedente chiesa dei Disciplinanti - risalente al XIV e XV secolo e di cui rimangono come uniche tracce un'arcata con affresco (San Pietro apostolo) e un'iscrizione latina del 1612 - e dell'annesso ospizio per i pellegrini gestito dai frati.
L'interno dell'edificio - in stile barocco e ad unica navata - conserva una tela raffigurante San Martino, nell'abside, e statue del XVIII secolo di San Martino, Santa Maria Maddalena, Madonna del Rosario tra angeli e un crocifisso, quest'ultima attribuita allo scultore genovese Anton Maria Maragliano. Altro dipinto ospitato nella chiesa è l'opera di Orazio De Ferrari raffigurante L'incredulità di san Tommaso; risalente al 1652 è il pulpito in pietra locale.
Sotto la pavimentazione, presso il presbiterio, vi è un sepolcro ove vennero poste alcune salme nel periodo 1650-1700. L'annesso campanile, in stile romanico, faceva parte già della vecchia chiesa dei Disciplinanti.